# Oliver Dowden
Sir Oliver Dowden (ur. 1 sierpnia 1978 w Park Street) – brytyjski polityk, członek Partii Konserwatywnej. Od 15 września 2021 współprzewodniczący partii (wraz z Benem Elliotem), a także minister bez teki. W latach 2020-2021 zajmował stanowisko ministra kultury, mediów i sportu. Wicepremier od 2023 do 2024. Od 2015 jest posłem do Izby Gmin z okręgu Hertsmere.

## Życiorys
Ukończył Parmiter's School, a następnie studiował prawo na Uniwersytecie Cambridge. Był doradcą Davida Camerona w dziedzinie zarządzania kryzysami. W 2015 roku został wybrany posłem do Izby Gmin z okręgu Hertsmere. Uzyskał reelekcję w 2017 i 2019 i 2024 roku. Od 2019 roku w składzie kolejnych rządów Borisa Johnsona. 15 września 2021 objął stanowisko współprzewodniczącego Partii Konserwatywnej. 21 kwietnia 2023 został wicepremierem w gabinecie Rishiego Sunaka, utrzymując to stanowisko do czasu dymisji gabinetu. Następnie został członkiem gabinetu cieni, jako zastępca lidera opozycji. Nie wszedł w skład gabinetu cieni, utworzonego w listopadzie 2024 przez Kemi Badenoch.

## Życie prywatne
Jest żonaty, ma dwoje dzieci.

## Ordery
- Komandor Orderu Imperium Brytyjskiego (2015)[10]
- Kawaler Komandor Orderu Łaźni (2024)[11]